# Wierzba czarniawa
Wierzba czarniawa (Salix myrsinifolia Salisb.) – gatunek rośliny z rodziny wierzbowatych. Występuje w Europie, zachodniej Syberii i w Ontario w Ameryce Północnej.
W Polsce rośnie na niżu, głównie na wschód od linii Wisły.

## Morfologia
ŁodygaDo 4 m wysokości. Gałązki szarobrunatne; najpierw szaro owłosione, następnie czarno owłosione, starsze - nagie.
LiścieOdwrotnie jajowate, jajowatolancetowate lub eliptyczne, krótko zaostrzone; młode liście owłosione, starsze - nagie lub owłosione tylko na nerwach. Spód liści - z wyjątkiem czubka i brzegów - sino oszroniony. Liście czernieją przy suszeniu.
KwiatyZebrane w kotki do 2 cm długości. Łuski owłosione, ciemnopurpurowe lub czarne na szczycie. Słupki nagie, na szypułkach. Szypułki dwa do trzech razy dłuższe od miodnika. Nitki pręcików owłosione.
OwocTorebka.

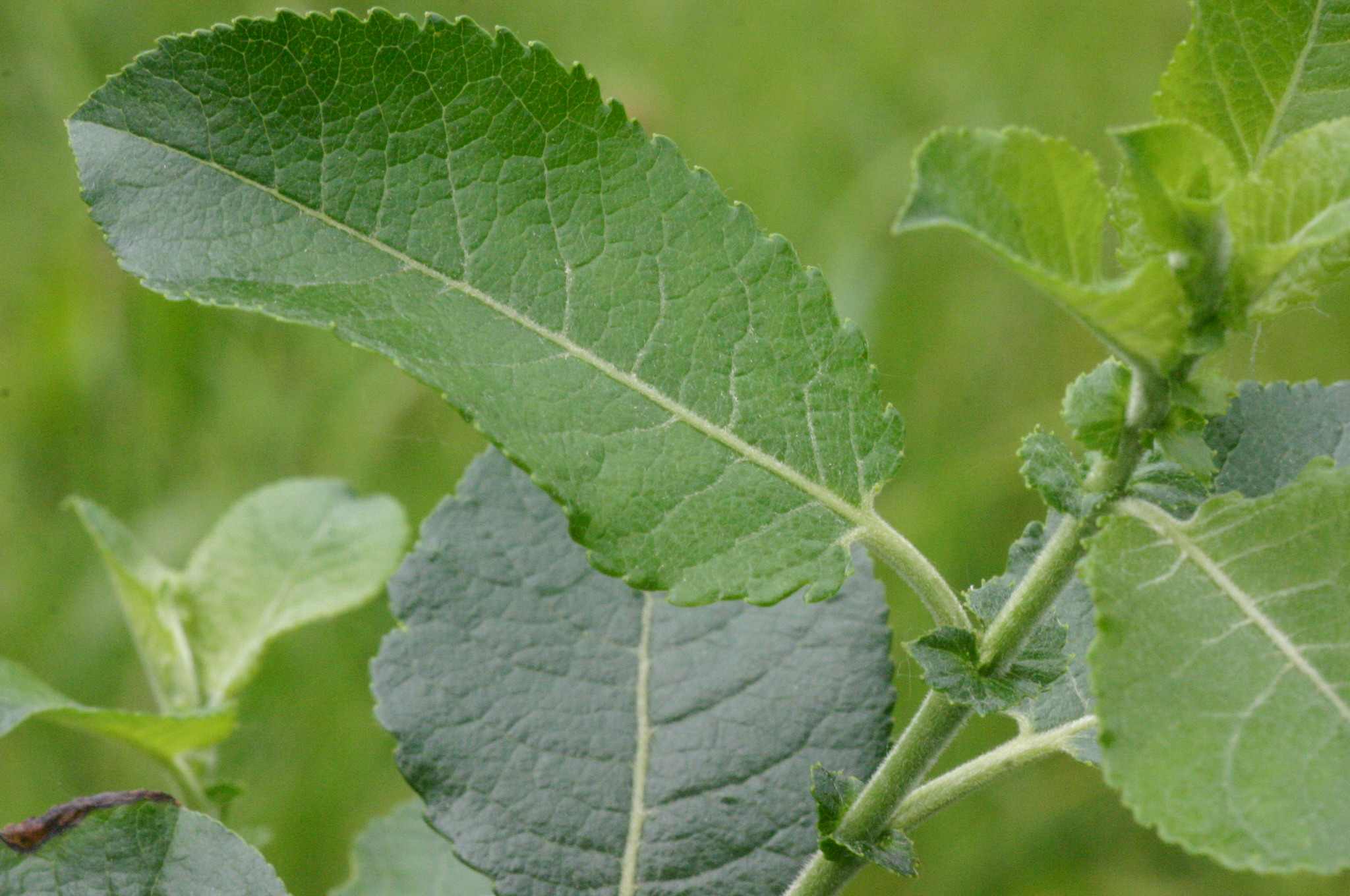
Liść
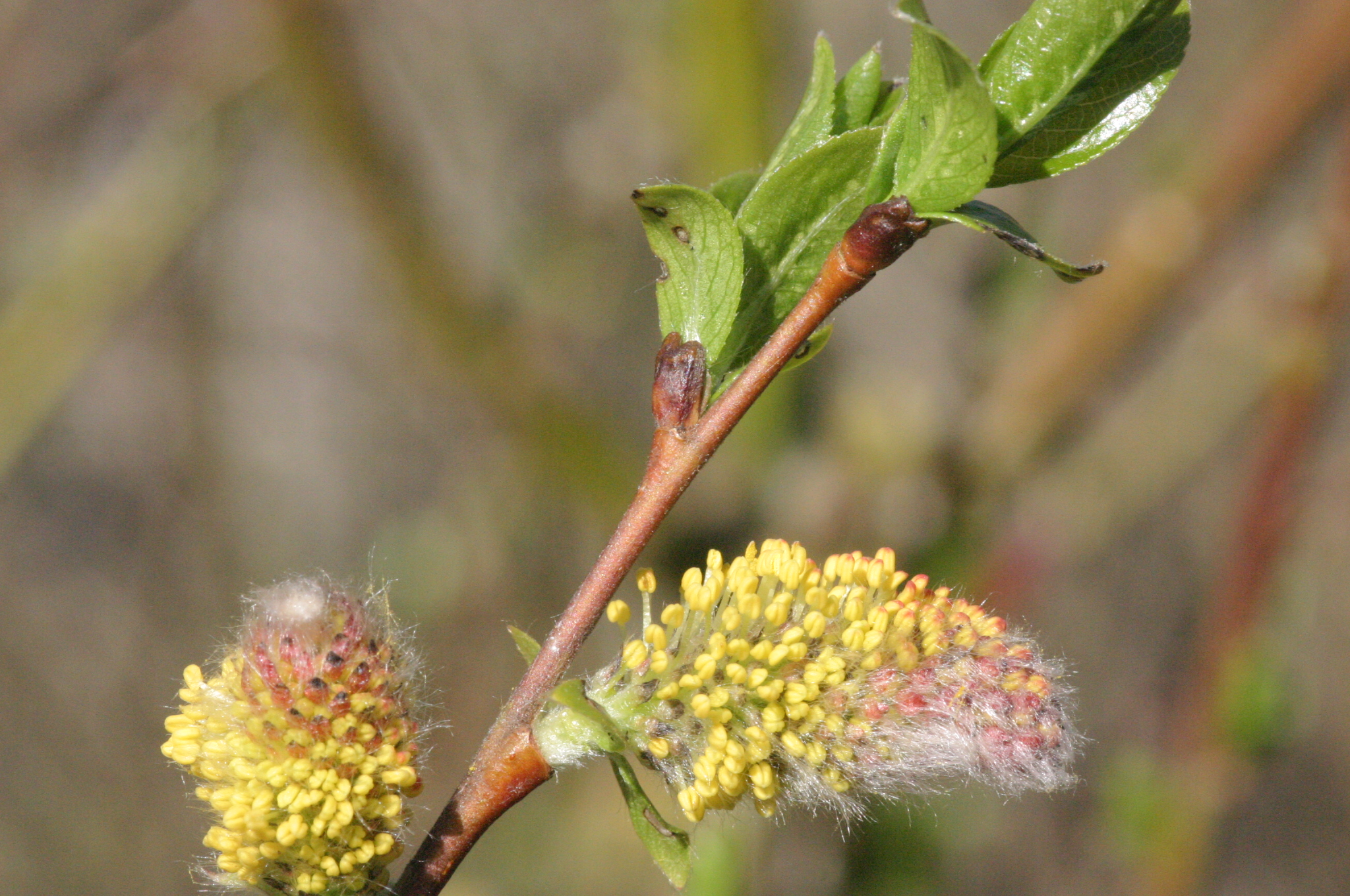
Kwiaty męskie
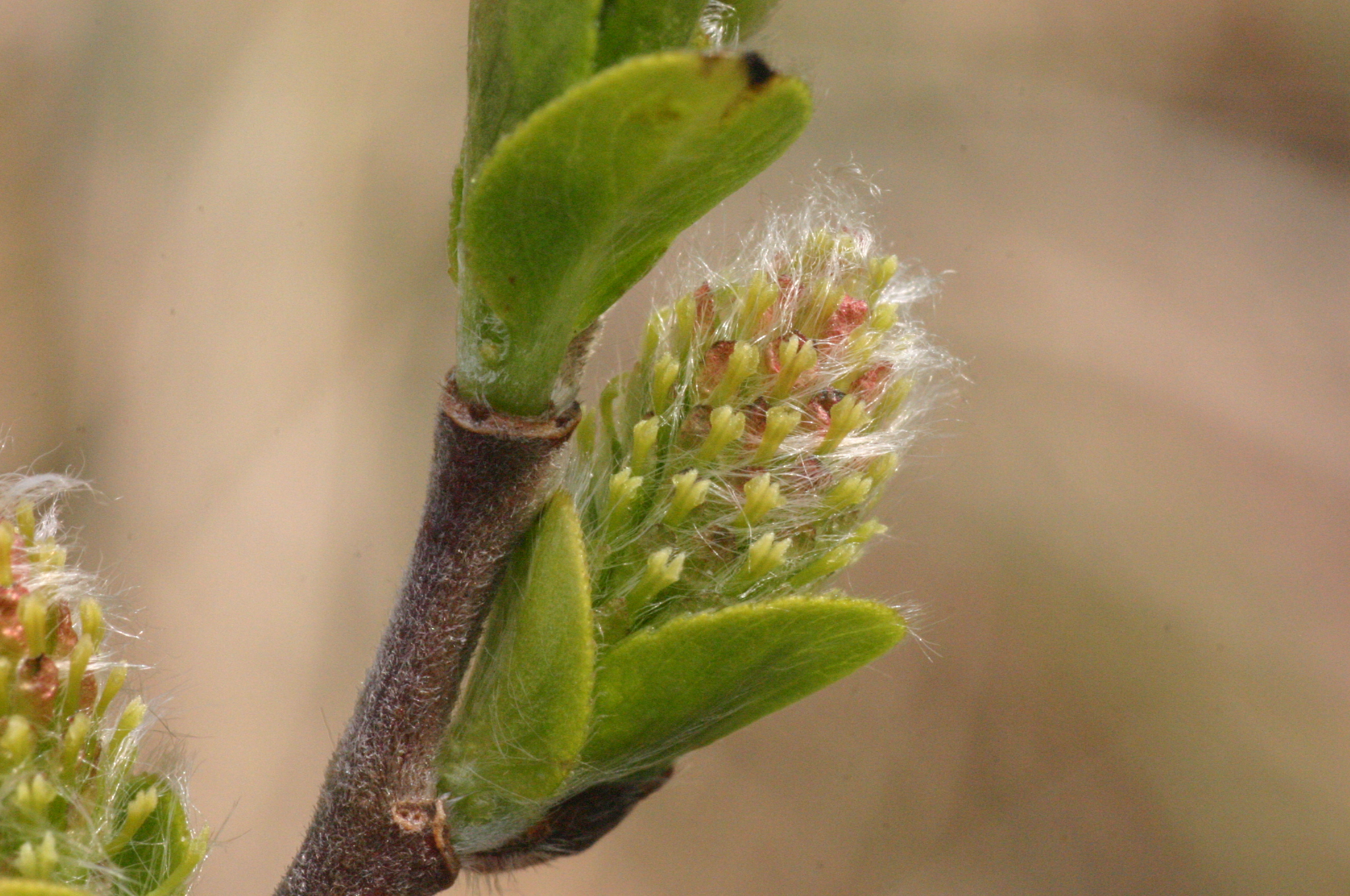
Kwiaty żeńskie
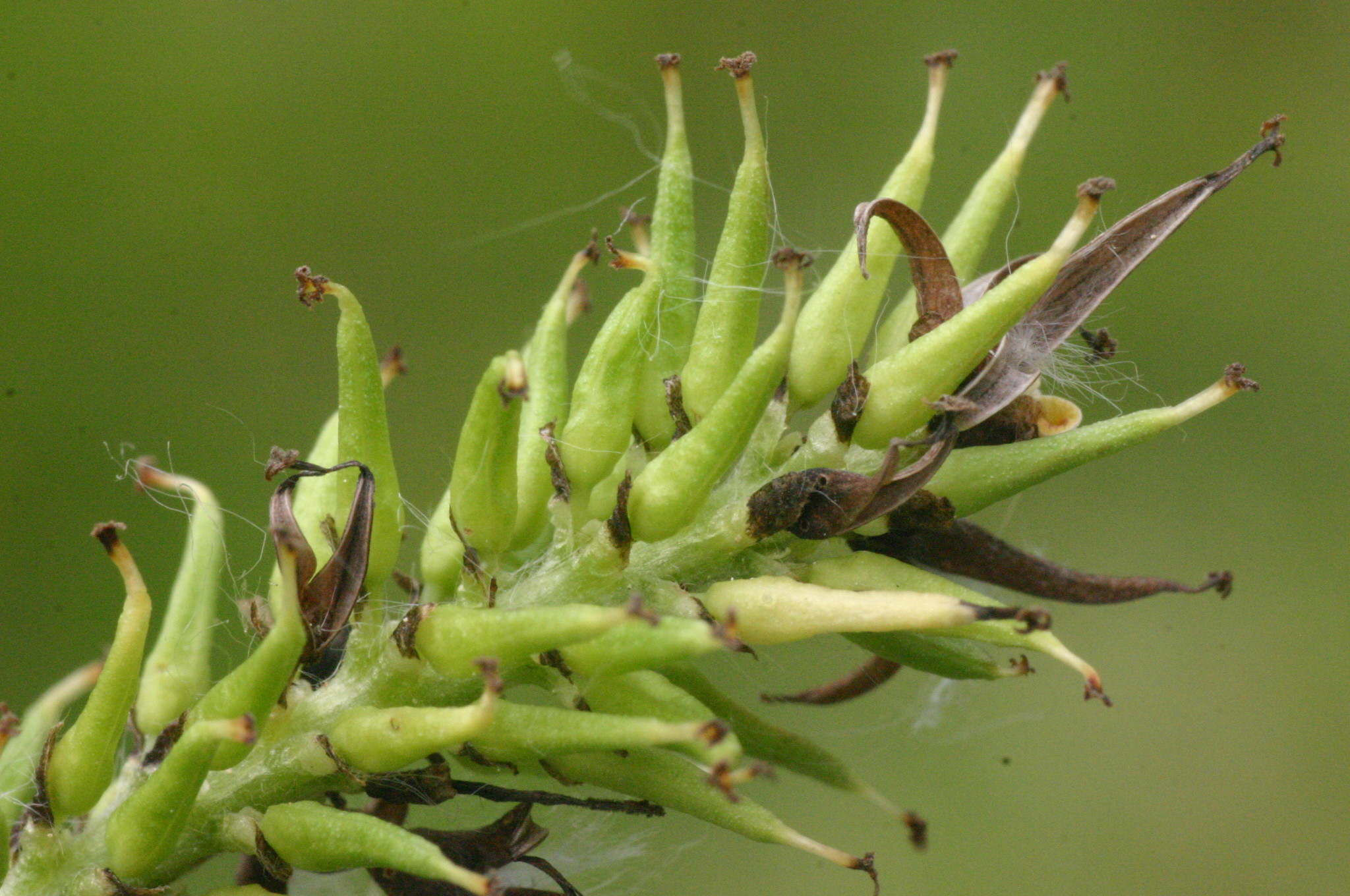
Owoce

## Biologia i ekologia
Krzew, fanerofit. Kwitnie od kwietnia do maja. Rośnie w miejscach wilgotnych. Liczba chromosomów 2n =114. Roślina dwupienna, choć występują również osobniki jednopienne. Pod koniec XX w. częstość występowania jednopienności wzrosła do ok. ¼–⅓. 

## Zagrożenia i ochrona
Roślina umieszczona na polskiej czerwonej liście w kategorii NT (bliski zagrożenia).

## Nazewnictwo
W polskiej literaturze często występuje pod nazwą „wierzba czerniejąca”, a często używanym synonimem nazwy naukowej jest Salix nigricans.